# Podnoszenie ciężarów na Letnich Igrzyskach Olimpijskich 2008 – waga do 48 kg kobiet
Rywalizacja w wadze do 48 kg kobiet w podnoszeniu ciężarów na Letnich Igrzyskach Olimpijskich 2008 została rozegrana w dniu 9 sierpnia 2008 roku w hali Pekińskiego Uniwersytetu Aeronautyki i Astronautyki.

## Terminarz
| Data            | Godzina |         |
| --------------- | ------- | ------- |
| 9 sierpnia 2008 | 11:00   | Grupa A |

## Wyniki
| Pozycja | Grupa | Zawodnik                | Reprezentacja    | Waga  | Rwanie | Rwanie | Rwanie | Podrzut | Podrzut | Podrzut | Wynik | Uwagi             |
| Pozycja | Grupa | Zawodnik                | Reprezentacja    | Waga  | 1      | 2      | 3      | 1       | 2       | 3       | Wynik | Uwagi             |
| ------- | ----- | ----------------------- | ---------------- | ----- | ------ | ------ | ------ | ------- | ------- | ------- | ----- | ----------------- |
| DSQ     | A     | Chen Xiexia             | Chiny            | 47,46 | 90     | 93     | 95     | 113     | 115     | 117     | 212   | [ 1 ] [ 2 ]       |
| DSQ     | A     | Sibel Özkan             | Turcja           | 47,80 | 86     | 88     | 88     | 108     | 108     | 111     | 199   | [ 3 ] [ 4 ] [ 5 ] |
| 1. !    | A     | Chen Wei-ling           | Chińskie Tajpej  | 47,11 | 84     | 87     | 87     | 108     | 112     | 113     | 196   |                   |
| 2. !    | A     | Im Jyoung-hwa           | Korea Południowa | 47,62 | 83     | 86     | 88     | 106     | 110     | 113     | 196   |                   |
| 3. !    | A     | Pensiri Laosirikul      | Tajlandia        | 47,67 | 83     | 83     | 85     | 110     | 114     | 114     | 195   |                   |
| 4.      | A     | Hiromi Miyake           | Japonia          | 47,35 | 80     | 82     | 82     | 105     | 110     | 110     | 185   |                   |
| 5.      | A     | Mélanie Bardis          | Francja          | 47,91 | 75     | 78     | 80     | 97      | 100     | 100     | 177   |                   |
| 6.      | A     | Misaki Oshiro           | Japonia          | 47,62 | 77     | 80     | 80     | 92      | 96      | 96      | 172   |                   |
| 7.      | A     | Marzena Karpińska       | Polska           | 47,62 | 79     | 82     | 82     | 92      | 92      | 97      | 171   |                   |
| 8.      | A     | Marilou Dozois-Prévost  | Kanada           | 47,75 | 73     | 76     | 78     | 90      | 90      | 92      | 166   |                   |
| 9.      | A     | Karla Moreno            | Nikaragua        | 47,07 | 65     | 65     | 71     | 83      | 83      | 85      | 150   |                   |
| DSQ     | A     | Nurcan Taylan           | Turcja           | 47,84 | 84     | 84     | 84     |         |         |         |       | [ 6 ]             |
| -       | A     | Pramsiri Bunphithak     | Tajlandia        | 47,95 | 84     | 84     | 84     | DNF     | DNF     | DNF     | DNF   | DNF               |
| -       | A     | Genny Caterina Pagliaro | Włochy           | 47,85 | 82     | 82     | 82     | DNF     | DNF     | DNF     | DNF   | DNF               |